# Darkoneta reddelli
Espèce
Darkoneta reddelli est une espèce d'araignées aranéomorphes de la famille des Archoleptonetidae.

## Distribution
Cette espèce est endémique du Puebla au Mexique,. Elle se rencontre à Cuetzala del Progreso dans la grotte Cueva de Tasalolpan.

## Description
Le mâle holotype mesure 0,87 mm.

## Systématique et taxinomie
Cette espèce a été décrite par Ledford et Griswold en 2010.

## Étymologie
Cette espèce est nommée en l'honneur de James R. Reddell.

## Publication originale
- Ledford & Griswold, 2010 : « A study of the subfamily Archoleptonetinae (Araneae, Leptonetidae) with a review of the morphology and relationships for the Leptonetidae. » Zootaxa, no 2391, p. 1-32.